# Yûgi Muto
 (mai 2024).
Si vous disposez d'ouvrages ou d'articles de référence ou si vous connaissez des sites web de qualité traitant du thème abordé ici, merci de compléter l'article en donnant les références utiles à sa vérifiabilité et en les liant à la section « Notes et références ».
Pour les articles homonymes, voir Yugi (homonymie).
Yûgi Muto (武藤 遊戯 Mutō Yūgi) est le héros du manga et du dessin animé Yu-Gi-Oh! ainsi que du manga spin-off Yu-Gi-Oh! R'.

## Description
Yûgi désigne en fait deux personnages (2 âmes) qui partagent le même corps. Le propriétaire du corps est Yûgi Mutô ou Poeei et l'hôte qui vit au fond de lui se nomme Yami yugi ou Oatea. Le jour où il réussit à compléter un puzzle millénaire offert par son grand-père (puzzle censé devenir un « souvenir du grand-père », après la mort de celui-ci), une seconde âme vient habiter son corps. D'abord s'exprimant totalement comme une personnalité alternative aux antipodes du héros, sûr de lui, violent et n'ayant aucun moyen de communiquer, les 2 âmes trouvent finalement un moyen pour devenir partenaires. Son grand-père, Salomon Muto, est le propriétaire de la boutique de jeux Turtle Game.

## Histoire

### Tournoi du royaume des duellistes
Après avoir affronté et vaincu Seto Kaiba, l'actuel champion de Duel de monstres, Yûgi est invité à participer au tournoi du royaume des duellistes que Pegasus organise sur son île et ce dernier décide de tester le jeune garçon en l'affrontant dans un duel des ombres. Remportant le duel dans le temps imparti, il capture l'âme de Salomon Muto, le grand-père de Yûgi, en se servant de son œil du millénium. Accompagné de ses amis Joey Wheller (qui participera aussi au tournoi afin de tenter de gagner l'argent pour payer l'opération de sa sœur Shizuka), Anzu, Hiroto et Bakura, Yûgi commence le tournoi en affrontant Insector Haga, champion régional possédant un jeu Insectes et responsable du jet des cartes Exodia le maudit de Yûgi à la mer, et le bat facilement. Il affronte ensuite Mako Tsunami, duelliste possédant un jeu Marins, et le bat également mais avec un peu de difficulté. Le jeune homme se retrouve ensuite confronté au faux Kaiba mais finit par le démasquer. Yûgi vient ensuite aider Mai à récupérer ses étoiles en défiant Panik, un exterminateur, et s'en débarrasse en l'expédiant dans le royaume des ombres. Avec l'aide de Joey, il bat également les frères Paradox.
Kaiba est malheureusement contraint d'affronter Yûgi pour pouvoir défier Pegasus et sauver son frère Makuba, capturé par ce dernier et dépossédé de son âme. En effet, on apprend que Pegasus s'est allié aux cinq grands dans le but de racheter la Kaiba Corp en cas de victoire sur Yûgi et rassembler les objets du millénium, dans l'espoir de ressusciter Cécilia, sa femme décédée d'une maladie le jour de leur mariage. Kaiba défait son adversaire mais perd contre Pegasus et est, à son tour, dépossédé de son âme. Lors de la phase finale du tournoi, Yûgi affronte Mai et la bat malgré des débuts difficiles (en effet, l'esprit du puzzle était prêt à tout pour battre Kaiba et Yûgi n'arrivait pas à lui pardonner, mais vont se réconcilier). Après la victoire de Jono-Uchi sur Ken, Yûgi est hélas obligé d'affronter son meilleur ami et gagne le duel malgré un combat époustouflant et émouvant. Yûgi affronte ensuite Pegasus et le défait de façon spectaculaire, bien que celui-ci ait envoyé l'esprit du jeune garçon au royaume des ombres. Après le tournoi, Yûgi et ses amis font la connaissance de Rebecca Hawkins, la petite fille du professeur Arthur Hawkins qui est un ami de Salomon. Puis un nouveau venu, Duke Devlin, créateur du jeu "Duel des monstres des dés" ouvre son magasin de jeux en ville. Il bat Joey dans un duel et oblige ce dernier à porter un costume de chien. Yûgi défie Duke à son propre jeu et le bat malgré des difficultés.

### Tournoi de Bataille Ville
Alors qu'il se rendait au lycée en compagnie d'Anzu, Yûgi tombe dans un piège tendu par Bandit Ken, manipulé par un individu possédant la baguette du millénium. Ce dernier l'oblige à l'affronter en duel mais un incendie se déclenche par la faute involontaire de Bandit Ken qui se rendait compte qu'il était possédé. Celui-ci parvient à s'enfuir et Yûgi sera sauvé par Joey et Hiroto après avoir reconstitué son puzzle. Shizu, préparant son exposition sur l'Égypte ancienne, demande l'aide de Seto Kaiba en organisant un tournoi afin d'attirer les Pilleurs de l'Ombre, une bande de malfrats qui collectionnent des cartes rares pour les revendre au marché noir afin de gagner énormément d'argent, dont Marik en est le chef, et lui remet la carte d'Obélisk le tourmenteur. En effet, l'objectif de Marik est d'obtenir les trois cartes divines (il est déjà en possession du Dragon ailé de Râ) et le puzzle du millénium de Yûgi pour devenir le nouveau pharaon.
Lors du lancement du tournoi, Yûgi l'inaugure en affrontant Jacques Hunter, un pilleur de l'ombre qui a battu Jono-Uchi (Joey) et lui a dérobé son Dragon Noir aux Yeux Rouges alors qu'il allait à l'hôpital pour passer la nuit auprès de sa petite sœur avant que cette dernière ne subisse son opération des yeux.
Yûgi le bat facilement et sera ensuite confronté à Arkana, le maître des magiciens, le battant également avec difficulté. Le jeune homme livre ensuite un duel contre Sting le Silencieux, une marionnette manipulée par Marik et possédant la carte divine Slifer. Il le bat mais Lumis et Umbra obligent Kaiba et ce dernier à les affronter dans un double duel. Gagnant le duel, ils retrouvent Jono-Uchi manipulé par Marik (tout comme Anzu) et ce dernier force Yûgi à l'affronter dans un duel dangereux. Kaiba sauve Anzu et la volonté de Jono-Uchi vient à bout de l'emprise de Marik. Yûgi, Jono-Uchi et Kaiba sont tous les trois qualifiés pour la phase finale du tournoi (tout comme Mai).
Après la victoire de Yûgi sur Bakura, la phase finale du tournoi vire au cauchemar. En effet, lors du duel entre Jono-Uchi et Odion, le serviteur de Marik invoque le faux Dragon ailé de Ra et les deux duellistes sont frappés par la foudre, ce qui réveilla le côté sombre de Marik. Ce dernier affronte Mai et, remportant le duel, l'expédie au royaume des ombres. Kaiba bat ensuite Shizu et les demi-finales sont les suivantes : Marik sera opposé à Jono-Uchi et Yûgi à Kaiba.
Livrant le premier duel, Jono-Uchi, complètement épuisé après l'attaque de Râ de Marik, trouve la force d'invoquer Gearfried le chevalier de fer et fut à deux doigts de le remporter, mais n'eut malheureusement pas le temps de lancer son attaque en perdant connaissance. Yûgi affronte ensuite Kaiba, défait ce dernier et récupère Obélisk le tourmenteur. Le jeune homme combat Marik, parvient à permettre au bon Marik de récupérer son corps et d'envoyer son mauvais côté au royaume des ombres. Marik déclare forfait, expédiant son côté sombre dans les ténèbres éternels. Mai et Bakura sont délivrés du royaume des ombres et la vie reprend son cours.

### Arc de l'Atlantide
Un jour, Yûgi décide de sécher les cours pour se rendre au musée Domino, afin de permettre au Pharaon de trouver des réponses à ses questions sur son passé. Mais une énergie maléfique l'en empêche et des monstres sèment la pagaille en ville. Dans la nuit, des motards s'introduisent chez lui, volent ses cartes des Dieux égyptiens et obligent Yûgi à affronter un de leurs compères. Mais aidé du Pharaon, le jeune garçon défait son adversaire, qui avait utilisé le sceau d'Orichalque. Confiant une pierre verte au professeur Hawkins, tout en retrouvant Rebecca qui a beaucoup grandi, changé et est tombée amoureuse de lui, Yûgi est plus tard invité chez Pegasus à San Francisco pour lui transmettre une carte. Accompagné de ses amis, ils se rendent sur place et sont surpris de retrouver Maï, déjà présente sur les lieux. Mais les retrouvailles virent au cauchemar, car ils découvrent avec stupeur que leur amie est passée à l'ennemi, qu'elle a capturé l'âme de Pegasus en utilisant le sceau d'Orrichalque, et cette dernière oblige Jono-Uchi à l'affronter. Alors que le jeune duelliste est sur le point de gagner, Valon intervient pour la sauver et met fin au duel.
Après avoir détruit le laboratoire du professeur Hawkins, Raphaël provoque Yûgi en duel et le bat en forçant le Pharaon à jouer le sceau d'Orichalque, mais c'est l'âme de Yûgi qui est emprisonnée. Démoralisé et se sentant responsable de ce qui est arrivé à Yûgi, le Pharaon déprime, mais Jono-Uchi lui fait reprendre ses esprits. Lors d'un voyage en train, accompagné d'Anzu (séparés de Jono-Uchi & Honda à cause du déraillement du train), il affronte Insector Haga, qui s'est également rangé aux côtés de Dartz. Il le bat avec grande difficulté, mais après la chute du train, Anzu & lui sont sauvés par Iron Heart & Éoria, le père et la fille de Dartz, qui ne sont que des esprits. Ces derniers les conduisent vers un lieu sacré où les âmes emprisonnées s'y trouvent. Le Pharaon retrouve Yûgi, mais celui-ci le contraint à un duel, mais dans le seul but de l'aider à vaincre les ténèbres qui habitent son cœur. Après avoir gagné le duel, le Pharaon affronte ensuite un démon, puis le bat, aidé par Iron Heart & Éoria, qui lui transmettent l'Œil de Timée. Alors qu'Anzu & lui rejoignent Jono-Uchi & Honda, ils croisent le chemin des frères Kaiba. Le Pharaon aide Kaiba à sauver sa société, et celui-ci découvre que c'est Dartz, le président de la société Paragus, qui a racheté les parts de la KaibaCorp. Plus tard, il découvre les corps sans vie de Jono-Uchi & de Maï, dépossédés de leurs âmes, puis prend sa revanche sur Raphaël qui l'a battu lors de leur premier duel, mais sauve l'âme de ce dernier. Kaiba & lui font ensuite équipe pour affronter Dartz. Malheureusement, Kaiba perd le duel et son âme est emprisonnée. Le Pharaon se retrouve finalement seul, mais bat difficilement Dartz, libérant ainsi les âmes de Yûgi, Jono-Uchi & Kaiba. Les trois duellistes s'allient pour la confrontation finale avec le roi de l'Atlantide. Ayant réussi à affaiblir le Grand Léviathan, Jono-Uchi & Kaiba quittent l'île, sauf Yûgi & le Pharaon qui se débarrassent définitivement de la créature, libérant ainsi Dartz des forces obscures.

### Tournoi ultime, voyage dans le monde des souvenirs du Pharaon et duel final
Alors que Yûgi et ses compagnons profitent de la campagne, Mokuba leur rend visite et propose à ces derniers de participer au tournoi ultime organisé par Kaiba Corp (ils apprennent que Seto Kaiba a décidé de se retirer de la compétition). Yûgi, étant le champion en titre, est qualifié d'office pour la grande finale. À la grande surprise de tout le monde, c'est Léo Schröder (inscrit au tournoi comme étant Léo Wilson), le petit frère de Zigfried Schröder, le président directeur général de la Schröder Corp (société censée rivaliser avec la Kaiba Corp), qui affrontera le champion lors de la finale du tournoi. Yûgi gagne le duel, et les plans de Zigfried pour tenter de battre Kaiba échouent, ce qui a pour conséquence sur sa société de perdre une partie de sa clientèle au profit de la Kaiba Corp.
Avec ses amis, Yûgi se rend en Égypte pour aider le Pharaon à retrouver ses souvenirs passés. Ils sont accueillis par Marik, Shizu et Odion qui les conduisent à la tablette de pierre. En utilisant les cartes divines et le Puzzle millénaire, le Pharaon quitte le corps de Yûgi et retourne dans le monde de ses origines. Il retrouve ses camarades de l'époque (bien qu'ayant un vague souvenir d'eux), mais reçoit la visite du Bakura malveillant. Ils s'affrontent, mais oblige ce dernier à s'enfuir. Bakura le piège et récupère son Puzzle. Yûgi et les autres font la connaissance de Bobassa, qui va les aider dans leur quête, puis vont rencontrer Mana, une amie d'enfance du Pharaon. Mais après avoir retrouvé leur ami, Bakura remonte le temps, et manipule Honda en prenant possession de son corps, l'obligeant à affronter Yûgi lors d'un duel, alors qu'il ressuscite Zorc l'obscur. Après avoir défait Bakura et libéré Honda de son emprise, Yûgi et ses camarades partent à la recherche du Pharaon pour l'aider à battre Zorc, et grâce à leur énergie, parviennent à permettre au Pharaon de retrouver sa mémoire et se souvenir de son nom. En combinant les trois Dieux égyptiens, Atem fait apparaître un être lumineux qui défait Zorc. Ayant accompli sa mission, Atem remet le Puzzle millénaire à Seto, faisant de lui le nouveau Pharaon.

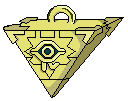
Le Puzzle du Millenium est l'objet qui relie Yûgi Muto au pharaon Atem.

Yûgi et ses camarades se rendent ensuite à l'endroit où doivent reposer les objets du millénium, et le duel final entre Atem et Yûgi va commencer. Ce duel est l'occasion pour le jeune garçon de prouver qu'il est désormais capable de se débrouiller seul, sans l'aide de son alter ego. Au bout du compte, c'est Yûgi qui remporte le duel, permettant ainsi à Atem d'être libéré. Les objets du millénium disparaissent en même temps qu'Atem et une nouvelle histoire commence pour Yûgi...

### The Dark Side of Dimensions
Dans le film Yu-Gi-Oh!: The Dark Side of Dimensions, une année s'est écoulée depuis qu'Atem a rejoint le monde des esprits et que les objets du millénium ont disparu. Tandis que les hommes de la KaibaCorp cherchent les morceaux du Puzzle millénaire dans les ruines du temple de la Pierre du millénium et que Kaiba le reconstitue, Yûgi et ses amis poursuivent leurs études. Alors qu'ils parlent de leurs rêves, Yûgi annonce le sien : créer un jeu qu'il aimerait vendre au magasin de jouets de son grand-père. Un nouvel élève, Aigami, fait son apparition. Après s'être fait agresser, il se débarrasse de certains individus grâce à un étrange pouvoir. Ce dernier va ensuite envoyer Jono-Uchi et Bakura dans une autre dimension, mais en seront libérés. Kaiba propose à Yûgi de participer à un mini-tournoi et lui suggère d'emmener les dernières pièces du Puzzle.
Pour son premier match, Yûgi affronte Aigami et le bat difficilement. Affrontant ensuite Kaiba, il reconstitue le Puzzle sous ses yeux, mais l'informe qu'Atem ne reviendra pas, ne vivant plus à l'intérieur de l'objet. Alors que Yûgi allait gagner le duel, Aigami réapparaît sous la forme d'un monstre, défiant Yûgi et Kaiba qui vont faire équipe. Alors que Yûgi allait abandonner, absorbé par les ténèbres, Atem fait soudainement son apparition en prenant possession du corps de Yûgi et invoque Mahad qui défait son adversaire, le libérant des forces obscures. Atem et Yûgi se retrouvent face-à-face et Atem retourne dans son monde, emportant le Puzzle avec lui. À la fin du film, Anzu prend l'avion pour les États-Unis afin de commencer ses études de danse à New York.

### Yu-Gi-Oh! GX
Dans la série Yu-Gi-Oh! GX, neuf ans se sont écoulés depuis les événements de The Dark Side of Dimensions. Un jour, le jeune élève de la Duel Academy, Jaden Yuki bouscule accidentellement Yûgi Muto dans la rue et son deck de cartes se renverse. Yûgi, voyant alors que Jaden est un duelliste, lui offre une de ses propres cartes, Kuriboh Ailé.
Bien plus tard, Jaden Yuki engage un duel contre Yûgi pour tenter de lui prendre son titre de Maître des Cartes.

### Yu-Gi-Oh! 5D's
Yûgi Muto n'apparaît pas dans la série Yu-Gi-Oh! 5D's mais seulement dans un film dérivé de celle-ci où Yusei Fudo remonte dans le temps afin de neutraliser Paradox qui tente de tuer Maximilien Pegasus pour empêcher la popularisation du Duel de Monstres. Lors de ses voyages temporels, Yusei rencontre Jaden Yuki de la série Yu-Gi-Oh! GX et Yûgi Muto de la série Yu-Gi-Oh!.
Ensemble, Yûgi, Jaden et Yusei vaincront Paradox et sauveront le jeu de Duel de Monstres.
Le sort de Yugi est inconnu à l'époque de 5D's, mais il est toujours considéré comme une légende du Duel de Monstres.

### Zexal, Arc-V, VRAINS et SEVENS
De nombreuses séries font suite à Yu-Gi-Oh! 5D's mais Yûgi n'apparaît dans aucune d'elles malgré la présence du Duel de Monstres.